# Batalla de Tarczek
La batalla de Tarczek ocurrió entre las fuerzas polacas y las mongolas durante la primera invasión mongola de Polonia.
En febrero de 1241, después de la aventura de enero y después de las operaciones ofensivas en febrero completadas con la toma de Sandomierz y la victoriosa batalla de Tursk, se trasladaron a Polonia las fuerzas principales del ejército mongol. En Sandomierz las fuerzas tártaras se dividieron en dos grupos: uno, dirigido por Baidar y Ordu, con alrededor de 15 000 hombres siguieron hacia el oeste donde ganaron a las fuerzas polacas en la batalla de Chmielnik; otro, una fuerza de aproximadamente 10 000 hombres mandado, según Długosz, por Kadan fueron enviados al norte, hacia Sieradz y Kujawy. El 19 de marzo, se enfrentaron con los caballeros polacos en los campos adyacentes a la aldea de Tarczek (actual voivodato de Santa Cruz), provocando a los polacos otro desastre.
Hay opiniones contradictorias sobre las causas de la aparición de las fuerzas polacas en el área de Bodzentyna y Tarczka. Según una opinión, las tropas polacas se prepararon para el evitar las incursiones de Kadan, pertenecientes al grupo norte mongol. Una segunda opinión más realista piensa que era parte de la caballería de Cracovia, fugitivos de la batalla de Chmielnik, que fueron perseguidos por las tropas mongolas de Kadan y finalmente eliminados en sangrienta lucha cerca de Tarczkiem.
Como se informó después de la batalla, la aldea fue quemada hasta los cimientos, y la ruta de la marcha se caracterizó por un avance mongol a sangre y fuego. Kadan llegó a Kujawya el 1 de abril de 1241 y 8 de abril en Wrocław y se fusionó con las principales fuerzas.